# Liga Mexicana del Pacífico 1958-59
La Temporada 1958-59 de la Liga Mexicana del Pacífico fue la 1.ª edición y comenzó el 14 de noviembre de 1958.
Esta temporada dio comienzo a la segunda etapa de la historia del béisbol profesional Invernal en México, que en sus primeras siete temporadas se le conoció como Liga Invernal de Sonora, debido a que los 4 equipos que participaron eran solo de esta entidad.
En esta primera campaña cuatro equipos armarían el campeonato: Naranjeros de Hermosillo, Ostioneros de Guaymas, Rieleros de Empalme y Rojos de Ciudad Obregón. 
Ronaldo Camacho obtuvo la triple corona de bateo individual y el equipo de Naranjeros de Hermosillo obtuvo la triple corona de bateo por equipo.
La temporada finalizó el domingo 8 de febrero de 1959, con la coronación de los Ostioneros de Guaymas en forma sensacional al vencer en la serie final 3-2 a los Naranjeros de Hermosillo.

## Sistema de competencia

### Temporada regular
Se estableció un sistema de competencia de "todos contra todos", se programó un calendario corrido sin vueltas, jugando 12 series (36 juegos), resultando campeón el equipo con mayor porcentaje de ganados y perdidos (primera posición).

### Final
En caso de que hubiera empate entre los primeros dos lugares de la tabla en cuanto a ganados y perdidos, se jugaría una serie final a ganar 3 de 5 juegos.

## Calendario
- Número de Series: 2 series en casa x 3 equipos = 6 series + 6 series de visita = 12 series
- Número de Juegos: 12 series x 3 juegos = 36 juegos

## Datos sobresalientes
- Ronaldo Camacho obtuvo la triple corona de bateo
- Naranjeros de Hermosillo obtuvo la triple corona de bateo

## Equipos participantes
| Liga Mexicana del Pacífico 1958-59 |           |                  |                        |                         |           |
| Equipo                             | Fundación | Mánager          | Ciudad                 | Estadio                 | Capacidad |
| Naranjeros de Hermosillo           | 1944      | Virgilio Arteaga | Hermosillo, Sonora     | Fernando M. Ortiz       | 5,000     |
| Ostioneros de Guaymas              | 1945      | Manuel Magallón  | Guaymas, Sonora        | "Abelardo L. Rodríguez" | 5,000     |
| Rieleros de Empalme                | 1948      | Laureano Camacho | Empalme, Sonora        | Estrellas Empalmenses   | ***       |
| Rojos de Ciudad Obregón            | 1947      | Felipe Hernández | Ciudad Obregón, Sonora | Álvaro Obregón          | ***       |

## Standing
| Equipos                  | JJ | JG | JP | JE | JV  | PCT  |
| ------------------------ | -- | -- | -- | -- | --- | ---- |
| Naranjeros de Hermosillo | 36 | 22 | 14 | -  | -   | .611 |
| Ostioneros de Guaymas    | 37 | 22 | 14 | 1  | -   | .611 |
| Rieleros de Empalme      | 36 | 15 | 21 | -  | 7.0 | .417 |
| Rojos de Ciudad Obregón  | 37 | 13 | 23 | 1  | 9.0 | .361 |

| Avanza a la final |

Nota: debido al empate entre Hermosillo y Guaymas se programó una serie final de 5 juegos.

## Serie por el Título
Resulta que esa campaña terminó con los Ostioneros y Naranjeros, empatados en primer lugar con 22-14. Se aprobó una serie final a un máximo de cinco juegos, que dio comienzo en el “Fernando M. Ortíz” de Hermosillo el jueves 5 de febrero, con victoria para Hermosillo por 7-1, con crédito para Mauro Contreras y derrota para el zurdo Manuel “Pilillo” Estrada. 
Un día más tarde, el viernes 6 de febrero, Hermosillo blanqueó 4-0 a Guaymas, con gran labor de Jesús Bustamante. 
El sábado 7 de febrero, la serie se trasladó a Guaymas, los Ostioneros le regresaron el mismo marcador de 4-0, con trabajo completo de Cliserio Trujillo, perdiendo Andrés “Balazos” Martínez. 
El domingo 8 de febrero, en el partido matutino, Ostioneros derrota 3-2 a Naranjeros y por la tarde, Guaymas se coronó en forma sensacional, porque llegaron a la novena entrada, perdiendo 1-0 ante Jesús Bustamante y la historia se escribió así, Manuel Magallón recibió base, Beto Rodríguez lo puso en segunda con sacrificio, anota Magallón con sencillo de Jesús Mendoza y el estadio se venía abajo. “El Tribilín” Mendoza se roba la segunda y pasan intencionalmente al emergente Cliserio Trujillo. El mánager Virgilio Arteaga, saca a Bustamante y llama a Mauro Contreras y responde Magallón, con el “Chino” José Ibarra, que batea un bombeado de hit al jardín derecho y entra la carrera del campeonato. 

### Serie Final
| Equipos                  | JJ | JG | JP | JE | JV  | PCT  |
| ------------------------ | -- | -- | -- | -- | --- | ---- |
| Ostioneros de Guaymas    | 5  | 3  | 2  | -  | -   | .600 |
| Naranjeros de Hermosillo | 5  | 2  | 3  | -  | 1.0 | .400 |

| Campeón |

## Cuadro de Honor
| Equipos                  | Posición   |
| ------------------------ | ---------- |
| Ostioneros de Guaymas    | Campeón    |
| Naranjeros de Hermosillo | Subcampeón |
| Rieleros de Empalme      | 3° Lugar   |
| Rojos de Ciudad Obregón  | 4° Lugar   |

## Designaciones
A continuación se muestran a los jugadores más valiosos de la temporada.
| Designación         | Ganador               | Equipo                   |
| ------------------- | --------------------- | ------------------------ |
| Jugador Más Valioso | Manuel Magallón       | Ostioneros de Guaymas    |
| Pitcher del Año     | Mauro Contreras       | Naranjeros de Hermosillo |
| Novato del año      | Marco Antonio Sánchez | Naranjeros de Hermosillo |
| Mánager del Año     | Manuel Magallón       | Ostioneros de Guaymas    |
| Mánager Campeón     | Manuel Magallón       | Ostioneros de Guaymas    |
| Campeón de Bateo    | Ronaldo Camacho       | Rieleros de Empalme      |
| Campeón de Pitcheo  | Manuel Estrada        | Ostioneros de Guaymas    |